# Paradossenus corumba
Paradossenus corumba är en spindelart som beskrevs av Antonio D. Brescovit och Raizer 2000. Paradossenus corumba ingår i släktet Paradossenus och familjen Trechaleidae. Inga underarter finns listade i Catalogue of Life.